# 歐洲動畫
歐洲動畫是指歐洲動畫製作公司製作的動畫，其動畫風格特徵與美式動畫、日本動畫並不相似，多方嘗試各種不同媒材與表現手法，有時雖流於形式化，但亦不失創意，並不斷翻新人們對動畫的觀感。

## 歐洲動畫的分類

### 按製作國家分類
- 法國
- 英國
- 波蘭
- 比利時
- 西班牙
- 瑞士
- 芬蘭

### 按製作公司分類
- Aardman Animations（英國，專製黏土動畫，代表作為酷狗寶貝）
- 瘋影動畫工作室（法國，代表作為大雨大雨一直下）

## 表現形式
- 传统动画
- 定格动画
- 黏土动画
- 沙动画
- 混合媒介动画
- 电脑flash动画
- 3D动画